# 8e étape du Tour d'Italie 2013
La 8e étape du Tour d'Italie 2013 s'est déroulée le samedi 11 mai 2013. Il s'agit d'un contre-la-montre individuel d'une distance de 55,5 km, entre les villes Gabicce Mare et Saltara. La victoire est revenue au Britannique Alex Dowsett, devant son compatriote Bradley Wiggins et l'Estonien Tanel Kangert. Le classement général et celui du meilleur jeune sont chamboulés. L'Italien Vincenzo Nibali, l'un des favoris de l'épreuve, s'empare du maillot rose. Il est suivi dans ce classement par la plupart des autres favoris : Cadel Evans, Robert Gesink, Bradley Wiggins, Michele Scarponi et Ryder Hesjedal. Le Néerlandais Wilco Kelderman, plus rapide que le Polonais Rafał Majka, lui rafle le maillot blanc. Le podium de ce classement est complété par l'Italien Fabio Aru.
Mauro Santambrogio est disqualifié après un contrôle positif à l'EPO effectué au terme de la première étape. Il perd les classements de cette étape.

## Résultats de l'étape

### Points
| Points distribués à l'arrivée à Saltara (km 55,5) | Points distribués à l'arrivée à Saltara (km 55,5) | Points distribués à l'arrivée à Saltara (km 55,5) | Points distribués à l'arrivée à Saltara (km 55,5) | Points distribués à l'arrivée à Saltara (km 55,5) | Points distribués à l'arrivée à Saltara (km 55,5) |
|                                                   | Coureur                                           | Pays                                              | Équipe                                            |                                                   | Point(s)                                          |
| ------------------------------------------------- | ------------------------------------------------- | ------------------------------------------------- | ------------------------------------------------- | ------------------------------------------------- | ------------------------------------------------- |
| 1er                                               | Alex Dowsett                                      | Grande-Bretagne                                   | Movistar                                          |                                                   | 25                                                |
| 2e                                                | Bradley Wiggins                                   | Grande-Bretagne                                   | Sky                                               |                                                   | 20                                                |
| 3e                                                | Tanel Kangert                                     | Estonie                                           | Astana                                            |                                                   | 16                                                |
| 4e                                                | Vincenzo Nibali                                   | Italie                                            | Astana                                            |                                                   | 14                                                |
| 5e                                                | Stef Clement                                      | Pays-Bas                                          | Blanco                                            |                                                   | 12                                                |
| 6e                                                | Luke Durbridge                                    | Australie                                         | Orica-GreenEDGE                                   |                                                   | 10                                                |
| 7e                                                | Cadel Evans                                       | Australie                                         | BMC Racing                                        |                                                   | 9                                                 |
| 8e                                                | Manuele Boaro                                     | Italie                                            | Saxo-Tinkoff                                      |                                                   | 8                                                 |
| 9e                                                | Sergio Henao                                      | Colombie                                          | Sky                                               |                                                   | 7                                                 |
| 10e                                               | Michele Scarponi                                  | Italie                                            | Lampre-Merida                                     |                                                   | 6                                                 |
| 11e                                               | Robert Gesink                                     | Pays-Bas                                          | Blanco                                            |                                                   | 5                                                 |
| 12e                                               | Rigoberto Urán                                    | Colombie                                          | Sky                                               |                                                   | 4                                                 |
| 13e                                               | Patrick Gretsch                                   | Allemagne                                         | Argos-Shimano                                     |                                                   | 3                                                 |
| 14e                                               | Wilco Kelderman                                   | Pays-Bas                                          | Blanco                                            |                                                   | 2                                                 |
| 15e                                               | Jesse Sergent                                     | Nouvelle-Zélande                                  | RadioShack-Leopard                                |                                                   | 1                                                 |
| modifier                                          |                                                   |                                                   |                                                   |                                                   |                                                   |

### Classements intermédiaires
| Classement à Pesaro (km 23,9) | Classement à Pesaro (km 23,9) | Classement à Pesaro (km 23,9) | Classement à Pesaro (km 23,9) | Classement à Pesaro (km 23,9) | Classement à Pesaro (km 23,9) |
|                               | Coureur                       | Pays                          | Équipe                        |                               | Temps                         |
| ----------------------------- | ----------------------------- | ----------------------------- | ----------------------------- | ----------------------------- | ----------------------------- |
| 1er                           | Vincenzo Nibali               | Italie                        | Astana                        | en                            | 36 min 12 s                   |
| 2e                            | Alex Dowsett                  | Grande-Bretagne               | Movistar                      | +                             | 8 s                           |
| 3e                            | Cadel Evans                   | Australie                     | BMC Racing                    |                               | 30 s                          |
| 4e                            | Sergio Henao                  | Colombie                      | Sky                           |                               | 35 s                          |
| 5e                            | Michele Scarponi              | Italie                        | Lampre-Merida                 |                               | 38 s                          |
| 6e                            | Luke Durbridge                | Australie                     | Orica-GreenEDGE               |                               | 45 s                          |
| 7e                            | Robert Gesink                 | Pays-Bas                      | Blanco                        |                               | 49 s                          |
| 8e                            | Tanel Kangert                 | Estonie                       | Astana                        |                               | 50 s                          |
| 9e                            | Rigoberto Urán                | Colombie                      | Sky                           |                               | 50 s                          |
| 10e                           | Ryder Hesjedal                | Canada                        | Garmin-Sharp                  |                               | 51 s                          |
| modifier                      |                               |                               |                               |                               |                               |

| Classement à Calcinelli (it) (km 52,1) | Classement à Calcinelli (it) (km 52,1) | Classement à Calcinelli (it) (km 52,1) | Classement à Calcinelli (it) (km 52,1) | Classement à Calcinelli (it) (km 52,1) | Classement à Calcinelli (it) (km 52,1) |
|                                        | Coureur                                | Pays                                   | Équipe                                 |                                        | Temps                                  |
| -------------------------------------- | -------------------------------------- | -------------------------------------- | -------------------------------------- | -------------------------------------- | -------------------------------------- |
| 1er                                    | Alex Dowsett                           | Grande-Bretagne                        | Movistar                               | en                                     | 1 h 8 min 38 s                         |
| 2e                                     | Tanel Kangert                          | Estonie                                | Astana                                 | +                                      | 42 s                                   |
| 3e                                     | Luke Durbridge                         | Australie                              | Orica-GreenEDGE                        |                                        | 47 s                                   |
| 4e                                     | Stef Clement                           | Pays-Bas                               | Blanco                                 |                                        | 59 s                                   |
| 5e                                     | Bradley Wiggins                        | Grande-Bretagne                        | Sky                                    |                                        | 59 s                                   |
| 6e                                     | Vincenzo Nibali                        | Italie                                 | Astana                                 |                                        | 1 min 7 s                              |
| 7e                                     | Manuele Boaro                          | Italie                                 | Saxo-Tinkoff                           |                                        | 1 min 12 s                             |
| 8e                                     | Sergio Henao                           | Colombie                               | Sky                                    |                                        | 1 min 27 s                             |
| 9e                                     | Cadel Evans                            | Australie                              | BMC Racing                             |                                        | 1 min 33 s                             |
| 10e                                    | Patrick Gretsch                        | Allemagne                              | Argos-Shimano                          |                                        | 1 min 34 s                             |
| modifier                               |                                        |                                        |                                        |                                        |                                        |

### Classement à l'arrivée
| Classement de l'étape | Classement de l'étape | Classement de l'étape | Classement de l'étape | Classement de l'étape | Classement de l'étape |
|                       | Coureur               | Pays                  | Équipe                |                       | Temps                 |
| --------------------- | --------------------- | --------------------- | --------------------- | --------------------- | --------------------- |
| Vainqueur             | Alex Dowsett          | Grande-Bretagne       | Movistar              | en                    | 1 h 16 min 27 s       |
| 2e                    | Bradley Wiggins       | Grande-Bretagne       | Sky                   | +                     | 10 s                  |
| 3e                    | Tanel Kangert         | Estonie               | Astana                |                       | 14 s                  |
| 4e                    | Vincenzo Nibali       | Italie                | Astana                |                       | 21 s                  |
| 5e                    | Stef Clement          | Pays-Bas              | Blanco                |                       | 32 s                  |
| 6e                    | Luke Durbridge        | Australie             | Orica-GreenEDGE       |                       | 35 s                  |
| 7e                    | Cadel Evans           | Australie             | BMC Racing            |                       | 39 s                  |
| 8e                    | Manuele Boaro         | Italie                | Saxo-Tinkoff          |                       | 45 s                  |
| 9e                    | Sergio Henao          | Colombie              | Sky                   |                       | 53 s                  |
| 10e                   | Michele Scarponi      | Italie                | Lampre-Merida         |                       | 53 s                  |
| modifier              |                       |                       |                       |                       |                       |

## Classements à l'issue de l'étape

### Classement général
| Classement général | Classement général | Classement général | Classement général        | Classement général | Classement général |
|                    | Coureur            | Pays               | Équipe                    |                    | Temps              |
| ------------------ | ------------------ | ------------------ | ------------------------- | ------------------ | ------------------ |
| 1er                | Vincenzo Nibali    | Italie             | Astana                    | en                 | 29 h 46 min 57 s   |
| 2e                 | Cadel Evans        | Australie          | BMC Racing                | +                  | 29 s               |
| 3e                 | Robert Gesink      | Pays-Bas           | Blanco                    |                    | 1 min 15 s         |
| 4e                 | Bradley Wiggins    | Grande-Bretagne    | Sky                       |                    | 1 min 16 s         |
| 5e                 | Michele Scarponi   | Italie             | Lampre-Merida             |                    | 1 min 24 s         |
| 6e                 | Ryder Hesjedal     | Canada             | Garmin-Sharp              |                    | 2 min 5 s          |
| 7e                 | Sergio Henao       | Colombie           | Sky                       |                    | 2 min 11 s         |
| 8e                 | Mauro Santambrogio | Italie             | Vini Fantini-Selle Italia |                    | 2 min 43 s         |
| 9e                 | Przemysław Niemiec | Pologne            | Lampre-Merida             |                    | 2 min 44 s         |
| 10e                | Rigoberto Urán     | Colombie           | Sky                       |                    | 2 min 49 s         |
| modifier           |                    |                    |                           |                    |                    |

### Classement par points
| Classement par points | Classement par points | Classement par points | Classement par points   | Classement par points | Classement par points |
|                       | Coureur               | Pays                  | Équipe                  |                       | Point(s)              |
| --------------------- | --------------------- | --------------------- | ----------------------- | --------------------- | --------------------- |
| 1er                   | Mark Cavendish        | Grande-Bretagne       | Omega Pharma-Quick Step |                       | 58                    |
| 2e                    | Elia Viviani          | Italie                | Cannondale              |                       | 52                    |
| 3e                    | Cadel Evans           | Australie             | BMC Racing              |                       | 49                    |
| modifier              |                       |                       |                         |                       |                       |

### Classement du meilleur grimpeur
| Classement du meilleur grimpeur | Classement du meilleur grimpeur | Classement du meilleur grimpeur | Classement du meilleur grimpeur | Classement du meilleur grimpeur | Classement du meilleur grimpeur |
|                                 | Coureur                         | Pays                            | Équipe                          |                                 | Point(s)                        |
| ------------------------------- | ------------------------------- | ------------------------------- | ------------------------------- | ------------------------------- | ------------------------------- |
| 1er                             | Giovanni Visconti               | Italie                          | Movistar                        |                                 | 14                              |
| 2e                              | Emanuele Sella                  | Italie                          | Androni Giocattoli-Venezuela    |                                 | 13                              |
| 3e                              | Stefano Pirazzi                 | Italie                          | Bardiani Valvole-CSF Inox       |                                 | 12                              |
| modifier                        |                                 |                                 |                                 |                                 |                                 |

### Classement du meilleur jeune
| Classement du meilleur jeune | Classement du meilleur jeune | Classement du meilleur jeune | Classement du meilleur jeune | Classement du meilleur jeune | Classement du meilleur jeune |
|                              | Coureur                      | Pays                         | Équipe                       |                              | Temps                        |
| ---------------------------- | ---------------------------- | ---------------------------- | ---------------------------- | ---------------------------- | ---------------------------- |
| 1er                          | Wilco Kelderman              | Pays-Bas                     | Blanco                       | en                           | 29 h 50 min 23 s             |
| 2e                           | Rafał Majka                  | Pologne                      | Saxo-Tinkoff                 | +                            | 43 s                         |
| 3e                           | Fabio Aru                    | Italie                       | Astana                       |                              | 1 min 5 s                    |
| modifier                     |                              |                              |                              |                              |                              |

### Classements par équipes

#### Classement au temps
| Classement par équipes au temps | Classement par équipes au temps | Classement par équipes au temps | Classement par équipes au temps | Classement par équipes au temps |
|                                 | Équipes                         | Pays                            |                                 | Temps                           |
| ------------------------------- | ------------------------------- | ------------------------------- | ------------------------------- | ------------------------------- |
| 1re                             | Astana                          | Kazakhstan                      | en                              | 88 h 40 min 51 s                |
| 2e                              | Blanco                          | Pays-Bas                        | +                               | 34 s                            |
| 3e                              | Sky                             | Royaume-Uni                     |                                 | 2 min 6 s                       |
| modifier                        |                                 |                                 |                                 |                                 |

#### Classement aux points
| Classement par équipes aux points | Classement par équipes aux points | Classement par équipes aux points | Classement par équipes aux points | Classement par équipes aux points |
|                                   | Équipes                           | Pays                              |                                   | Point(s)                          |
| --------------------------------- | --------------------------------- | --------------------------------- | --------------------------------- | --------------------------------- |
| 1re                               | Orica-GreenEDGE                   | Australie                         |                                   | 124                               |
| 2e                                | Sky                               | Royaume-Uni                       |                                   | 117                               |
| 3e                                | BMC Racing                        | États-Unis                        |                                   | 116                               |
| modifier                          |                                   |                                   |                                   |                                   |

## Abandon
- Julien Bérard (AG2R La Mondiale) : non-partant